# 西达·斯考切波
西达·斯考切波（英語：Theda Skocpol，1947年5月4日—），美国社会学家、政治学家，现任哈佛大学政府与社会学维克多·S·托马斯教授，以倡导历史制度和比较方法以及“国家自治理论”知名，曾担任美国政治学协会和社会科学史协会主席。她曾师从丹尼尔·贝尔、西摩·马丁·利普塞特、巴林顿·摩尔。